# گورستان کلیسای ترینیتی
گورستان کلیسای ترینیتی (انگلیسی: Trinity Church Cemetery) شامل سه محل دفن جداگانه مرتبط با کلیسای ترینیتی در نیویورک است. اولین گورستان در حیاط اصلی کلیسا از سال ۱۶۹۸ در شماره ۷۴ در وال استریت و خیابان برادوی قرار داشته. هنگامی که کلیسای سنت پال در سال ۱۷۶۶ در ۴۰۰ متری برادوی ساخته شد یک مکان دفن در حیاط کوچک کلیسای آن اضافه شد. فضای حیاط کلیسای ترینیتی رو به اتمام بود به همین دلیل زمینی مابین برادوی و ریورساید درایو از جان جیمز اودوبان خریداری شد و گورستانی که امروزه در کنار نمازخانه شفاعت واقع است در سال ۱۸۴۶ بنیانگذاری شد.

## افراد مطرح دفن شده

### حیاط کلیسای ترینیتی
- William Alexander, Lord Stirling (1726–1783), Continental Army Major General during the انقلاب آمریکا
- John Alsop (1724–1794), نماینده کنگره قاره‌ای
- William Bayard Jr. (1761–1826), بانک‌دار
- William Bradford (1660–1752), چاپگر
- Angelica Schuyler Church (1756–1814), دختر فیلیپ اسکایلر، خواهر الیزابت شوایلر همیلتون
- Michael Cresap (1742–1775), مرزنشین
- John R. Fellows (1832–1896), نماینده ایالات متحده
- رابرت فولتن (۱۷۶۵–۱۸۱۵), مخترع
- آلبرت گالتین (۱۷۶۱–۱۸۴۹), نماینده کنگره آمریکا، وزیر خزانه‌داری ایالات متحده آمریکا، مؤسس دانشگاه نیویورک
- Horatio Gates (1727–1806), ژنرال ارتش در طول انقلاب آمریکا
- James Gordon (1735-1783), سرهنگ دوم
- Aaron Hackley, Jr. (1783–1868), U.S. representative
- الکساندر همیلتون (۱۷۵۵/۵۷–۱۸۰۴), میهن‌پرست انقلابی آمریکایی و از موسسان ایالات متحده آمریکا; اولین وزیر خزانه‌داری ایالات متحده آمریکا امضا کننده قانون اساسی ایالات متحده آمریکا
- الیزابت اسکایلر همیلتون (۱۷۵۷–۱۸۵۴), همسر الکساندر همیلتون، بنیانگذار و معاون مدیر اولین یتیم خانه خصوصی نیویورک[۳] اکنون Graham Windham
- Philip Hamilton (1782–1801),، پسر اول الکساندر همیلتون، نوه ژنرال آمریکایی فیلیپ اسکایلر
- جان اسلس هوبرت (۱۷۳۸–۱۸۰۵), سناتور آمریکایی
- William Hogan (1792–1874), نماینده کنگره آمریکا
- James Lawrence (1781–1813), قهرمان نیروی دریایی در طول جنگ ۱۸۱۲
- Francis Lewis (1713–1802), امضا کننده اعلامیه استقلال
- Walter Livingston (1740–1797), نماینده کنگره قاره
- Luther Martin (1744–1826), نماینده کنگره قاره
- Charles McKnight (1750–1791), جراح ارتش قاره‌ای
- John Jordan Morgan (1770–1849), نماینده ایالات متحده
- Thomas Jackson Oakley (1783–1857), نماینده ایالات متحده
- John Morin Scott (1730–1784), نماینده کنگره قاره، ژنرال جنگ انقلاب آمریکا، اولین secretary of state of New York
- George Templeton Strong (1820–1875), وکیل
- Robert Swartwout (1779–1848), سرتیپ، Quartermaster general جنگ ۱۸۱۲
- Silas Talbot (1750–1813), دومین کاپیتان یواس‌اس کانستیتوشن ناوگان نیروی دریایی ایالات متحده
- John Watts (1749–1836), نماینده ایالات متحده
- Franklin Wharton (1767–1818), فرمانده سپاه تفنگداران دریایی، ۱۸۰۴–۱۸۱۸
- Hugh Williamson (1735–1802), سیاستمدار آمریکایی، امضا کننده قانون اساسی ایالات متحده آمریکا
- John Peter Zenger (1697–1746), newspaper publisher whose libel trial helped establish the right to a free press

### گورستان و آرامگاه کلیسای ترینیتی
- Mercedes de Acosta (1893–1968), writer, socialite
- Rita de Acosta Lydig (1876–1929), socialite
- جان جیکوب آستور (1763–1848) business magnate, progenitor of the Astor family of New York
- John Jacob Astor III (1822–1890), financier and philanthropist
- جان یعقوب آستور چهارم (1864–1912), millionaire killed in the sinking of the آرام‌اس تایتانیک
- John Jacob Astor VI (1912–1992), shipping magnate
- William Backhouse Astor, Sr. (1792–1875), real estate businessman
- William Backhouse Astor, Jr. (1829–1892), businessman and race horse breeder/owner
- جان جیمز اودوبان (1785–1851), ornithologist and naturalist
- Estelle Bennett (1941–2009), member of the 1960s girl group رونتس
- John Romeyn Brodhead (1814–1873) Historian of early colonial New York
- John Winthrop Chanler (1826–1877), United States Congressman
- William Astor Chanler (1867–1934), United States Congressman
- Cadwallader D. Colden (1769-1834), Abolitionist New York Manumission Society (1806-1834); Mayor of New York City (1818-1821)
- William Augustus Darling (1817–1895), United States Congressman
- James De Lancey (1703–1760), Colonial Governor of New York
- Alfred D'Orsay Tennyson Dickens (1845–1912), lecturer on the life of his father, چارلز دیکنز
- جان آدامز دیکس، (1798–1879) soldier, United States Senator, Secretary of the Treasury, Governor of New York, statesman
- رالف الیسون، (1914–1994), author and educator
- Madeleine Talmage Force (1893–1940), socialite, آرام‌اس تایتانیک survivor, second wife of John Jacob Astor IV
- Cuba Gooding Sr. (1944–2017), singer and actor
- Edward Haight (1817–1885), United States Congressman
- Abraham Oakey Hall (1826–1898), Mayor of New York City
- Eliza Jumel (1775–1865), second wife of آرون بر
- Dita Hopkins Kinney (1855—1921) first superintendent of پرستاری ارتش ایالات متحده آمریکا (۱۹۰۱–۱۹۰۹)
- اد کاچ (1924–2013), Mayor of New York City (1978-1989)[۴]
- Robert O. Lowery (1916–2001) first African-American New York City Fire Commissioner (1966-1973)
- George Malloy (1920–2008) pianist, accompanied Camilla Williams singing "پرچم پرستاره", preceding مارتین لوتر کینگ جونیور delivering his "رؤیایی دارم" speech, during the August 1963 راه‌پیمایی به سوی واشینگتن برای کار و آزادی
- Robert Bowne Minturn (1805-1866) prominent New York merchant, philanthropist; shipper owner of فلایینگ کلاد (کلیپر)
- James Monroe (1799–1870), U.S. Congressman
- Clement Clarke Moore (1779–1863), clergyman, attributed author of Christmas poem ملاقات با سنت نیکلاس
- Hercules Mulligan (1740-1825), spy during the American Revolution, friend of Alexander Hamilton.
- جری اورباک (1935–2004), actor[۵]
- Caroline Webster Schermerhorn (1830–1908), socialite, doyenne of عصر طلایی ایالات متحده New York society
- Thomas Fielding Scott (1807–1867), first missionary Episcopal Bishop of Washington and Oregon
- Samuel Seabury (1873–1958), New York City Judge
- Fernando Wood (1812–1881), Mayor of New York City

### حیاط کلیسای سنت پال
- George Frederick Cooke (1756–1812), actor
- Richard Coote, 1st Earl of Bellomont (1636–1701), British colonial governor
- John Holt (1721–1784), publisher
- William Houstoun (1755–1813), Continental Congress delegate for whom خیابان هیوستن was named
- ریچارد مونتگومری (1738–1775) Major General in the Continental Army during the American Revolution
- Stephen Rochefontaine (1755–1814), Continental Army officer during the American Revolution

## نگارخانه

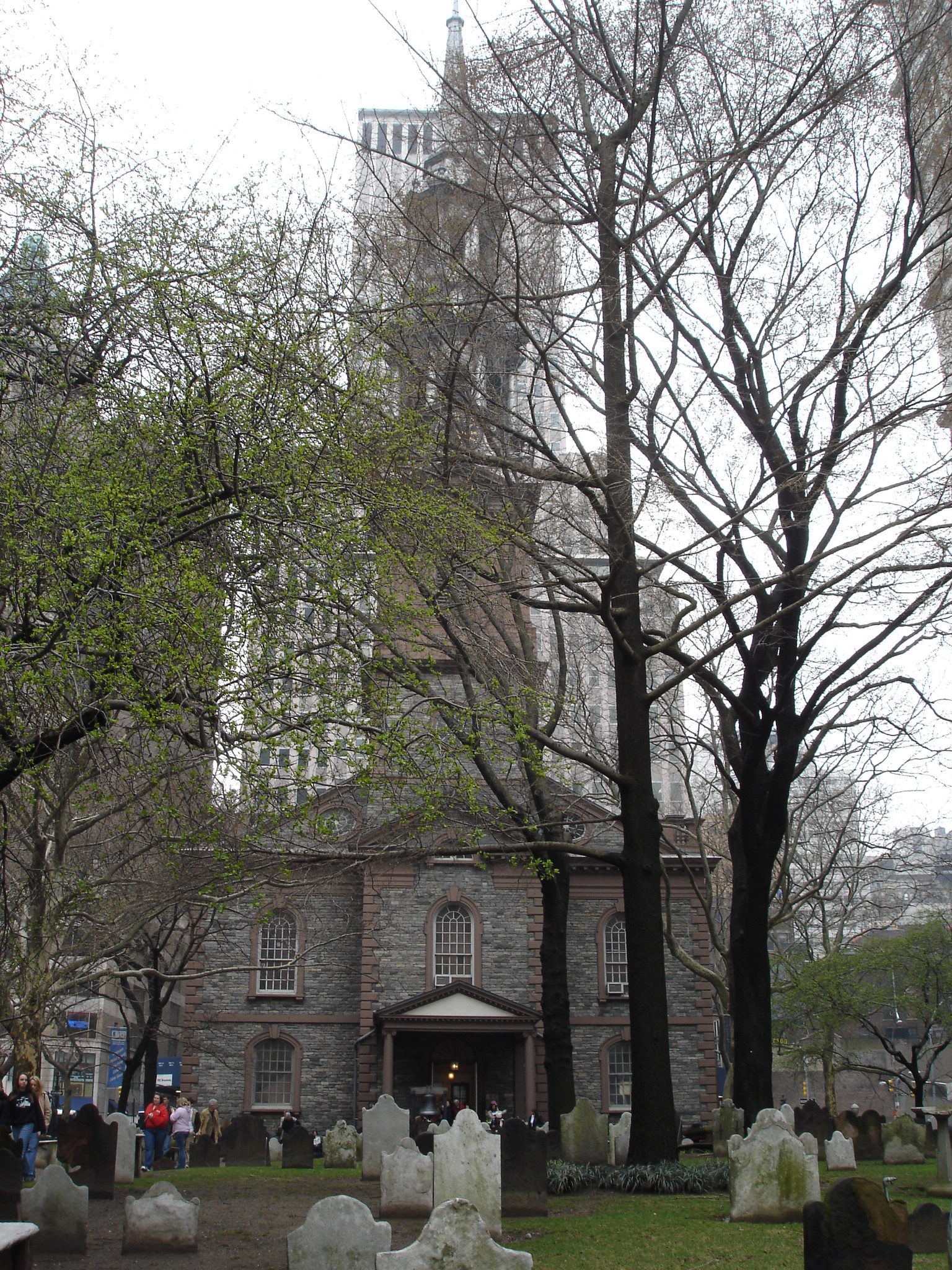
کلیسای سنت پال
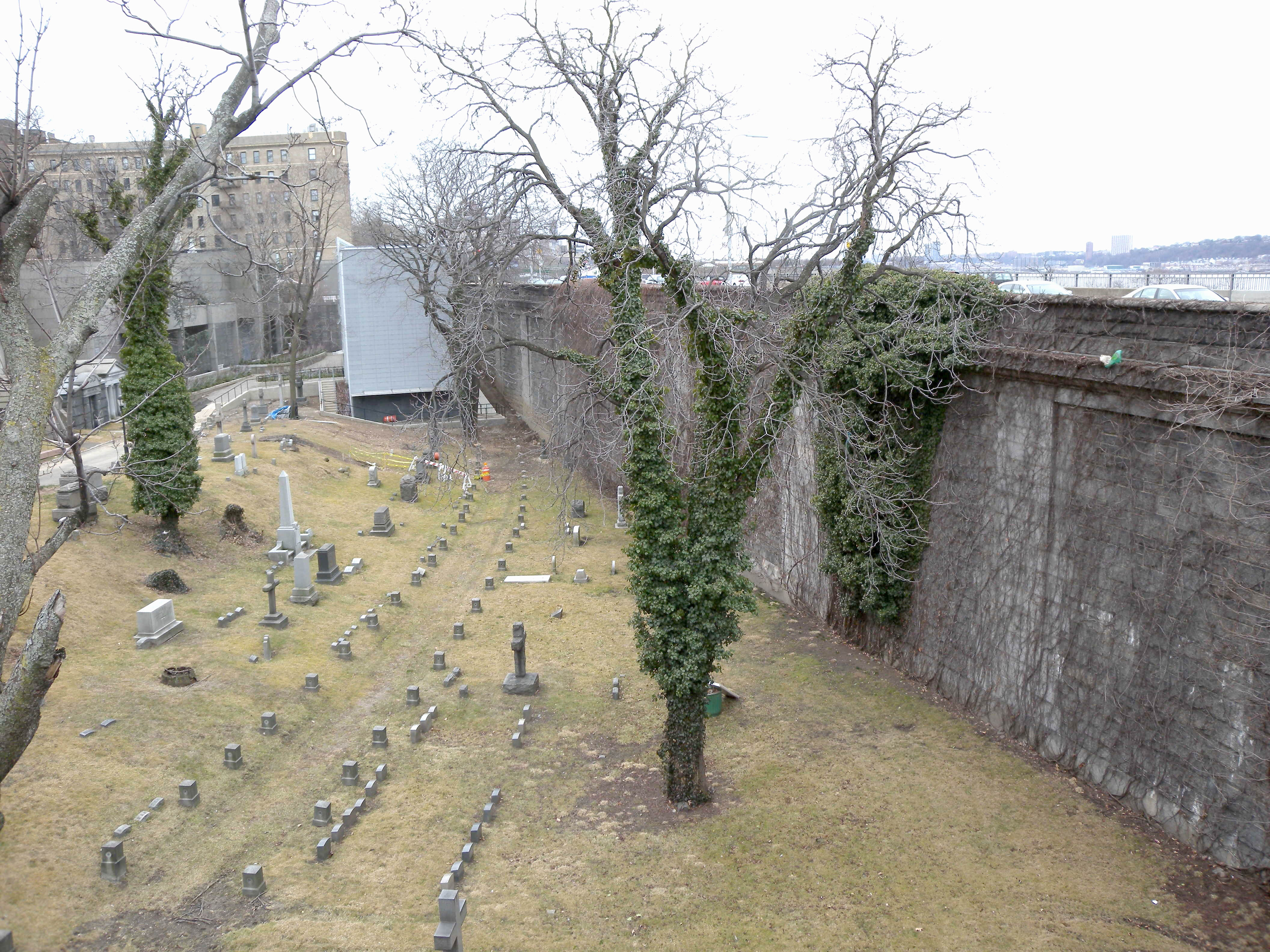
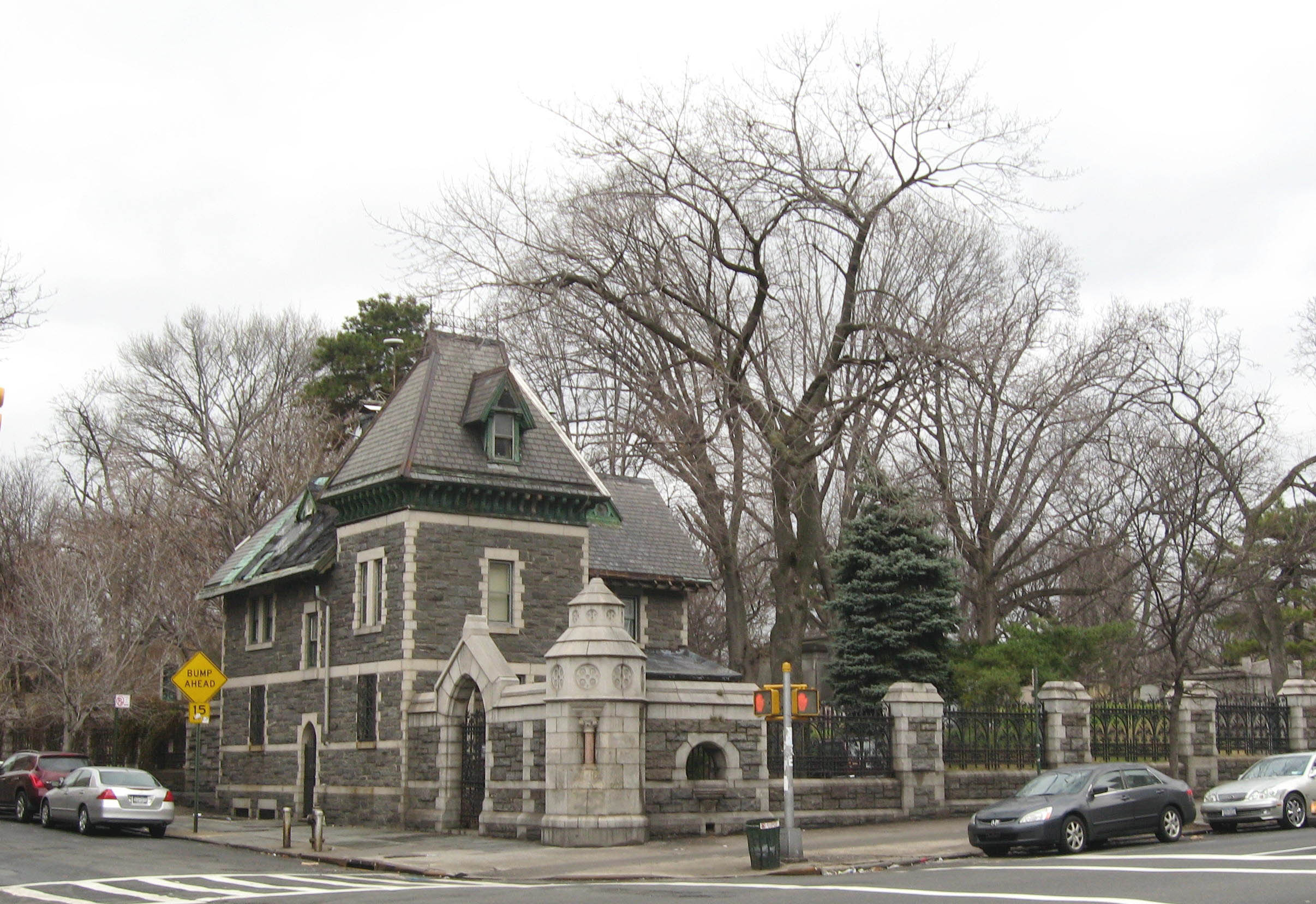
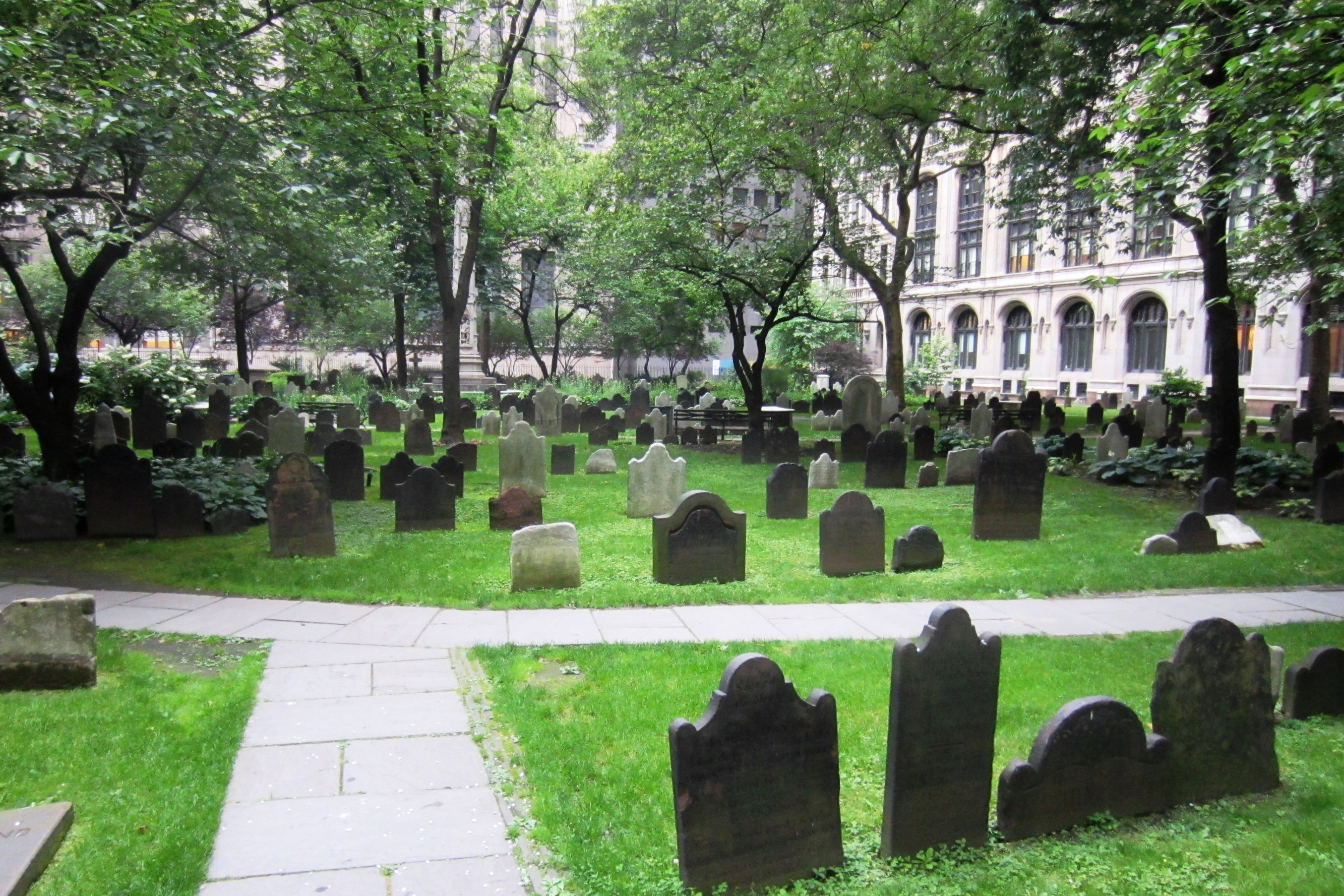
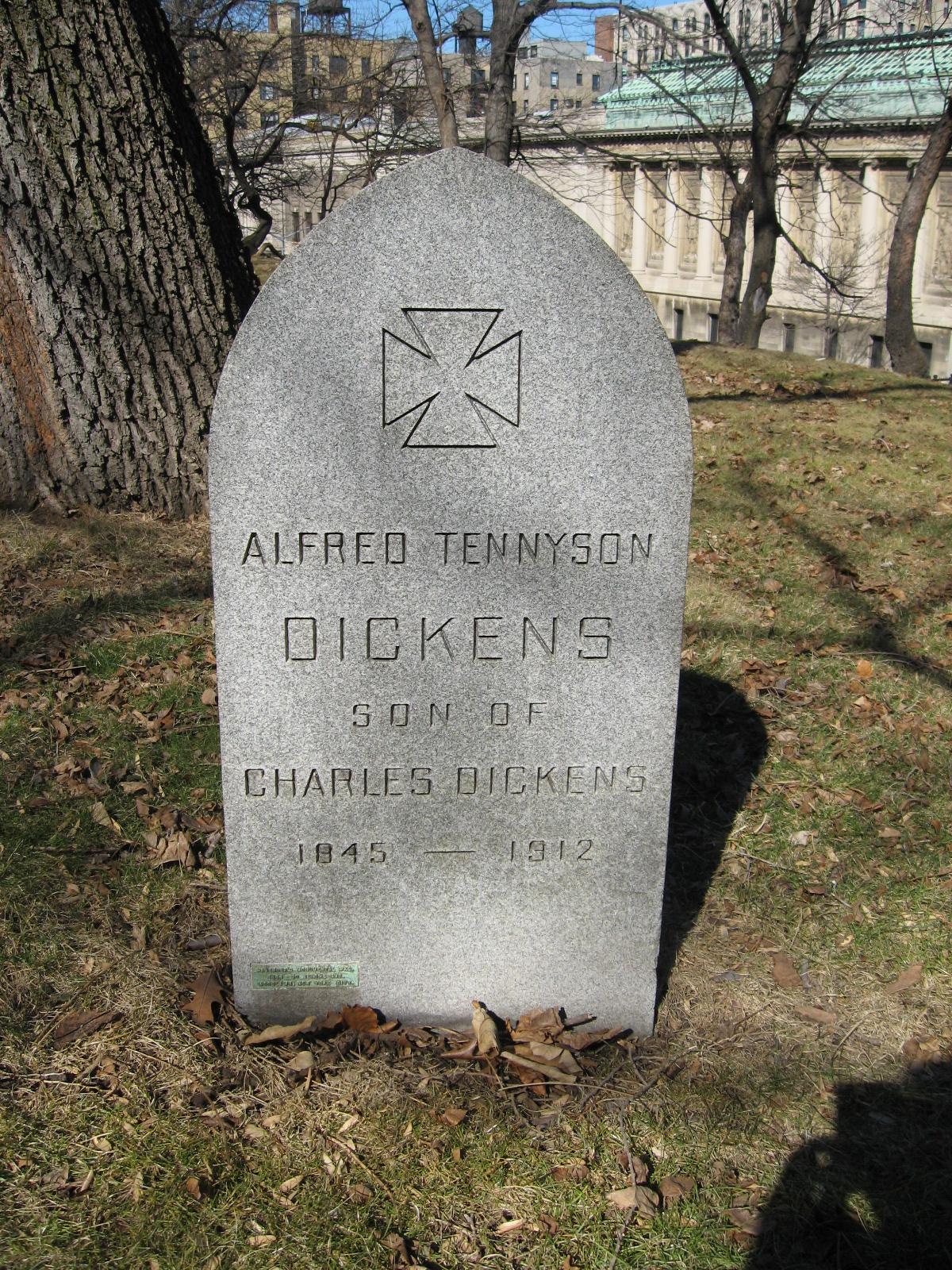
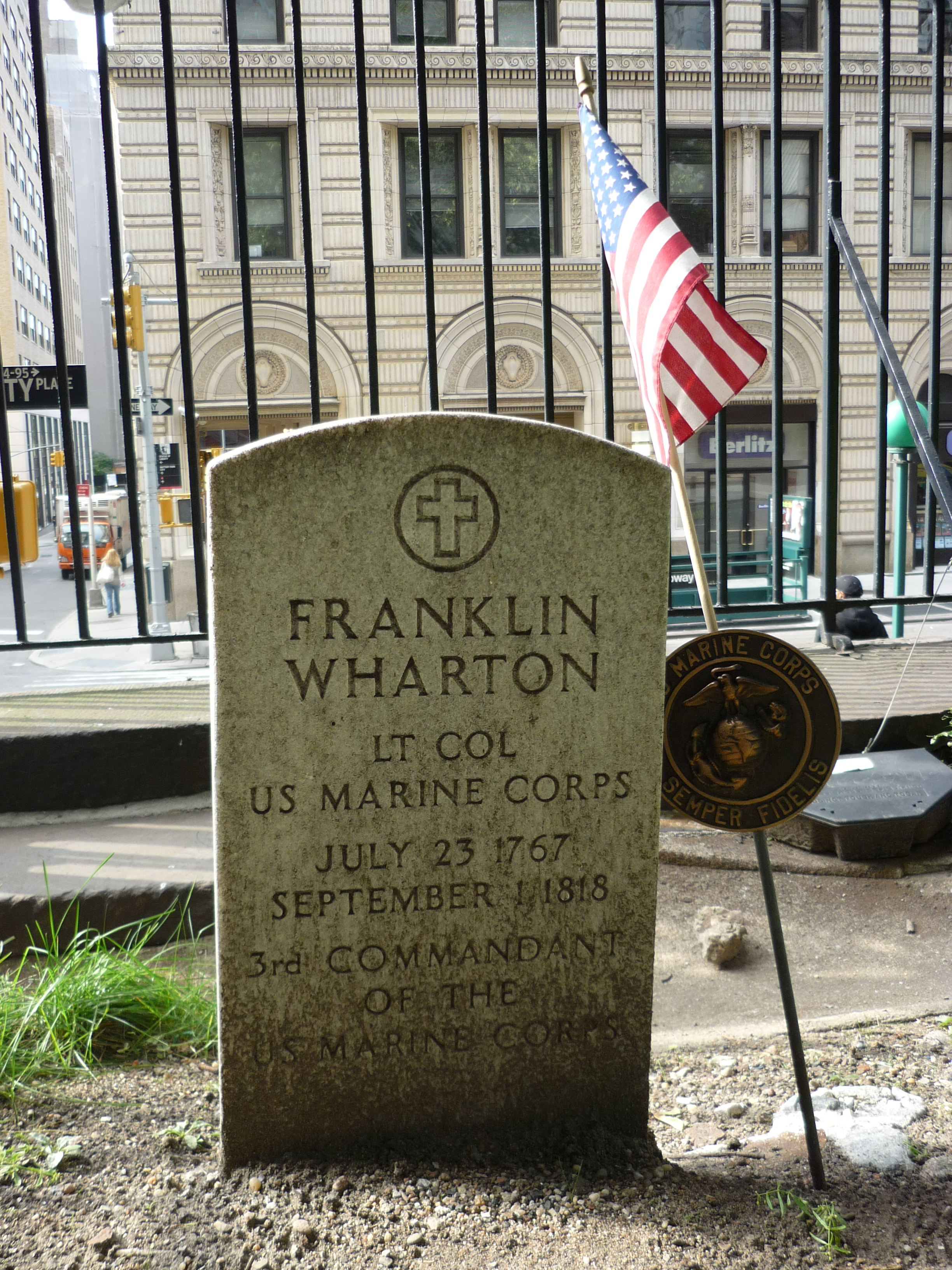
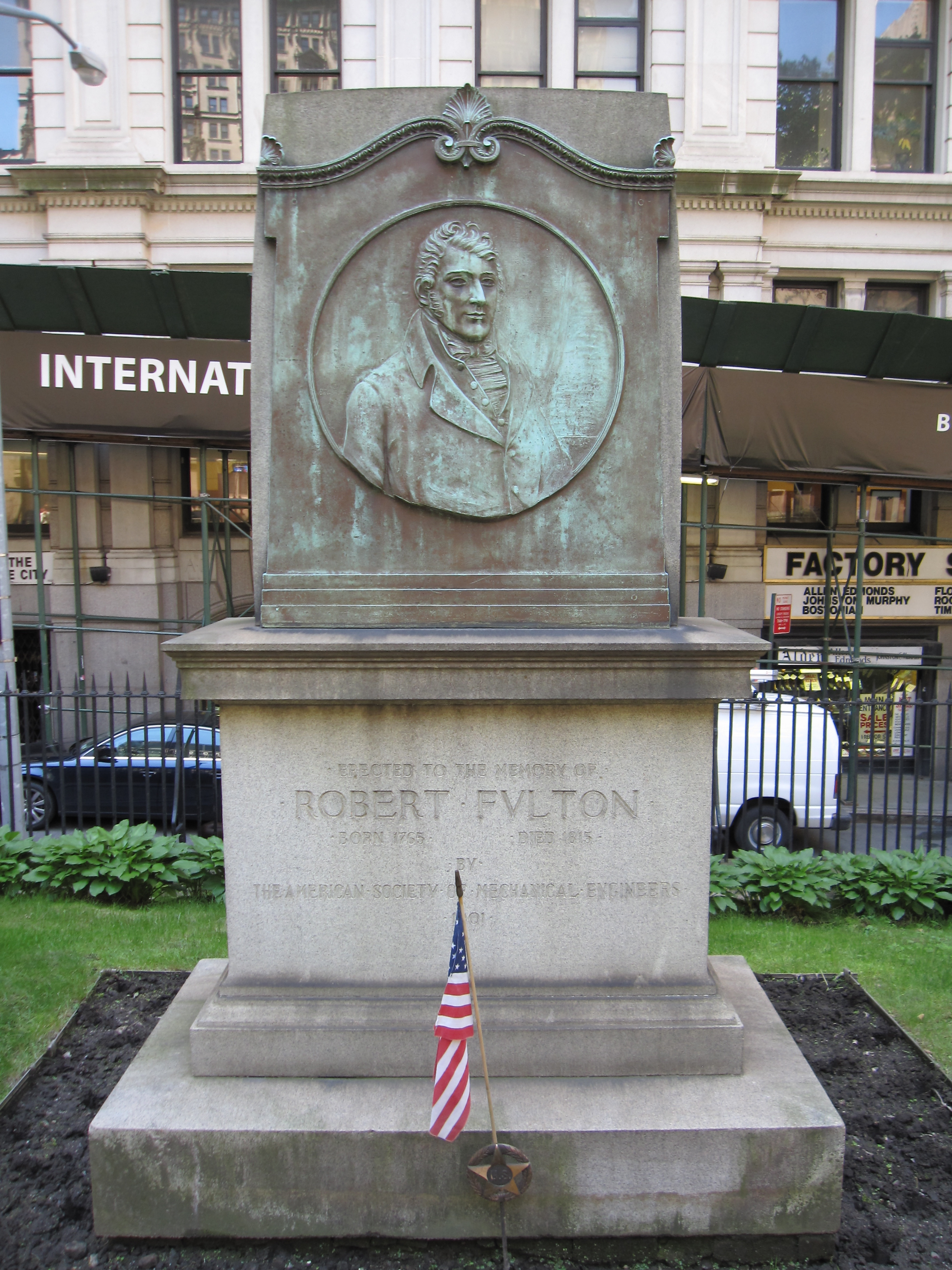